# Petru Poni
Petru Poni (n. 4 ianuarie 1841, Cucuteni, România – d. 2 aprilie 1925, Iași, România) a fost un chimist, fizician, pedagog, mineralog și om politic român, pionier al școlii românești de chimie. A fost profesor la Universitatea din Iași și membru titular al Academiei Române.

## Biografie

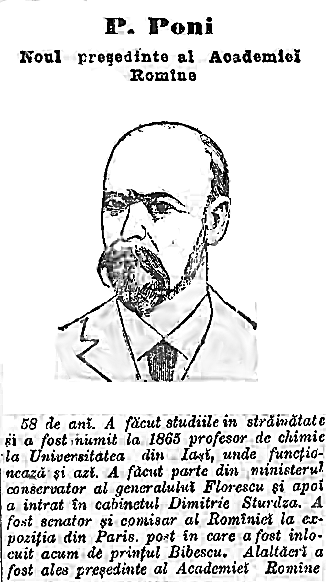
Portret al lui Petru Poni apărut în ziarul Adevărul în 1899, cu ocazia alegerii acestuia ca președinte al Academiei Române

Petru Poni s-a născut în satul Săcărești, comuna Cucuteni, județul Iași. A fost fiul medelnicerului Costache Popovici (1793-1869) și al Zamfirei Poni (1820-1896). Zamfira Poni a încheiat două căsătorii, prima cu medelnicerul Costache Popovici, iar cea de a doua cu serdarul Costache Brăescu. Cu medelnicerul Costache Popovici Zamfira a avut doi copii: Petru și Sultana. A fost căsătorit cu Matilda Cugler-Poni, cu care a avut opt copii: Petru, Elena, Ioan, Ecaterina, Viorica, Lucia, Alexandra și Margareta. A absolvit școala primară la Târgu Frumos și apoi a urmat la Academia Mihăileană din Iași (1852-1859), unde i-a avut ca profesori pe August Treboniu Laurian și Simion Bărnuțiu, între alții. Ca bursier la Paris s-a specializat în chimie fizică și mineralogie la „College de France” și Sorbona. La Paris i-a avut ca profesori pe Louis Saint-Claire Deville,  pe celebrul  Marcellin Berthelot și pe Antoine Balard.. În  anul 1864 Facultatea de Științe din Paris îi eliberează diploma de Licență în Științe Fizice. Întors în țară, în 1865 se angajează ca profesor de științe fizico-chimice la Liceul Național din Iași, iar din anul 1866 predă și la Școala Militară din Iași. În anul 1878 este numit profesor de fizică și chimie, precum și șef al Catedrei de Chimie din cadrul Universității din Iași unde a predat timp de 33 de ani. Aici a înființat:
- Primul laborator de Chimie al Universității din Iași (1882);
- Catedra de Chimie organică (1891).

În anul 1869 a elaborat și publicat primul manual de chimie din țară, iar în 1874, primul manual de fizică.
În 1897, Petru Poni și Anastasie Obregia au inaugurat, în noua clădire a Universității din Iași, un laborator de chimie, după model german. În 1903 Prof. Petru Poni a introdus un nou curs: Studiul chimic al petrolului 
Din 30 iunie 1879 a fost ales membru al Academiei Române, iar în anul 1889 a fost numit comisar al Guvernului Român la Expoziția Universală de la Paris.
A fost unul dintre pionierii chimiei românești fiind considerat întemeietorul acestei școli. El a pus bazele chimiei organice în România. În prezent, Institutul de Chimie Macromoleculară al Academiei Române din Iași poartă numele Petru Poni.

## Activitatea științifică

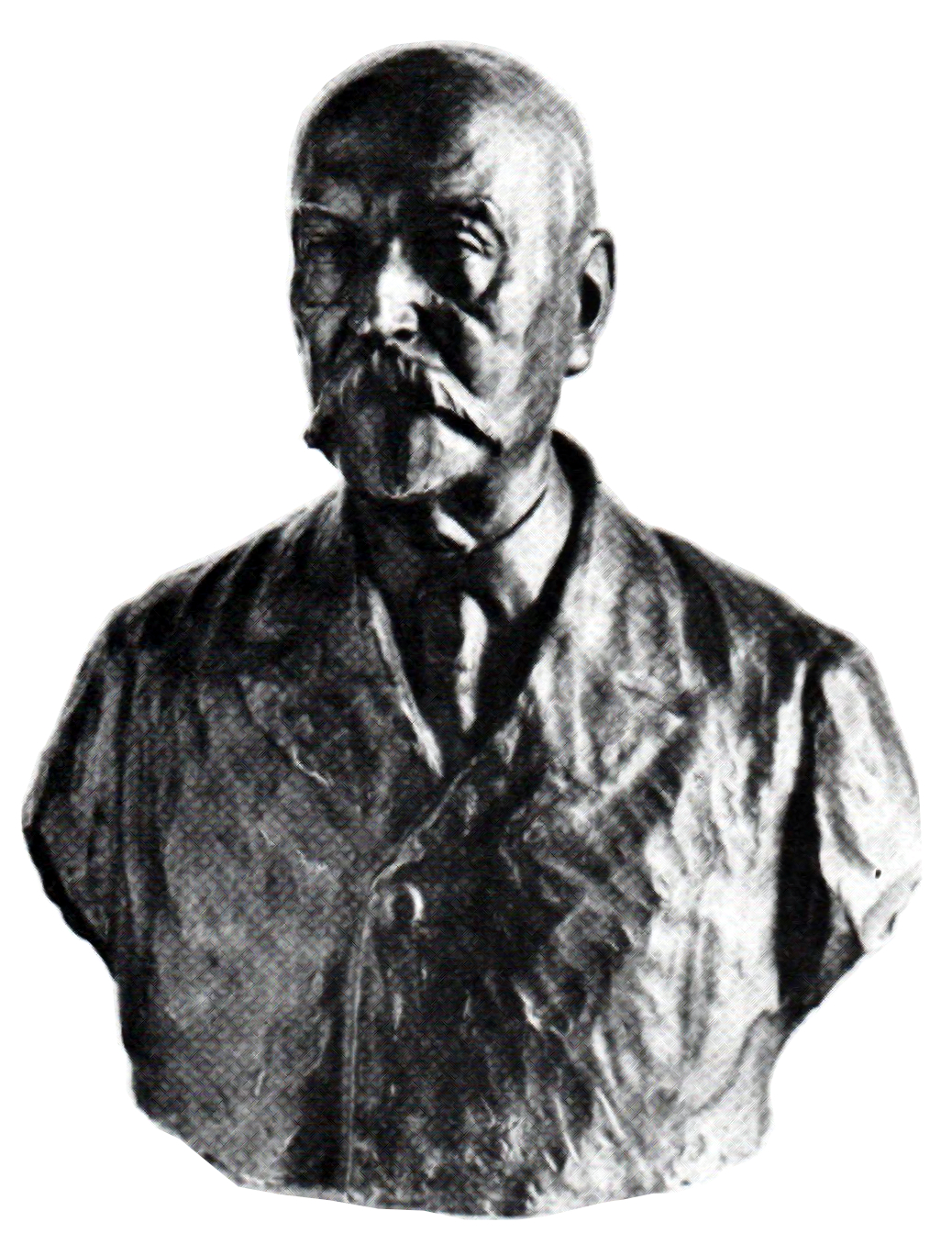
Petru Poni - de Dimitrie Paciurea

A cercetat peste 80 de minerale culese din diverse zone ale țării și chiar a descoperit două minerale noi, denumite de el broștenită și badenită. A elaborat studii în legătură cu acțiunea acidului azotic de diverse concentrații asupra unor hidrocarburi parafinice izolate din petrolul indigen. A cercetat apele minerale din țară și a făcut observații meteorologice în Moldova. El a publicat și primele manuale de fizică și de chimie în limba română. Este organizatorul primelor laboratoare din România, destinate cercetărilor științifice și pregătirii cadrelor de chimiști. A colaborat la înființarea unor societăți științifice în România: Societatea română de științe (1890) și Societatea de științe (1900), și a fost membru al Societății de științe naturale din Moscova (1910).
În anul 1903, omul de știință a fost decorat de către împăratul Franz Joseph al Austriei cu Marea cruce al Ordinului Franz Joseph.
Printre lucrările de specialitate publicate de profesorul Petru Poni se numără:
- Cursu de chimia elementara, Iassii: Tipariulu tribunei Romane, 1869
- „Cercetări asupra mineralelor din masivul cristalin de la Broșteni” (1882),
- „Mineralele de la Bădenii-Ungureni” (1885),
- „Fapte pentru a servi la descrierea mineralogică a României” (1900), prima monografie asupra mineralelor țării noastre,
- „Cercetări asupra compozițiunii chimice a petroleurilor române” (1900).

## Activitatea politică
Pe plan politic, Petru Poni s-a remarcat ca unul dintre membrii marcanți ai Partidului Național Liberal (P.N.L.) din aceea vreme. În anul 1884 s-a alăturat grupării politice formată din "liberalii sinceri" conduși de George Vernescu și conservatorii lui Lascăr Catargiu (Partidul Liberal-Conservator). După o scurtă perioadă petrecută în această formațiune politică, revine în P.N.L. A fost ales, în mai multe rânduri, deputat și senator.
De asemenea, a îndeplinit și funcția de primar al municipiului Iași în perioada 9 aprilie - 11 iulie 1907 și 1922.
A deținut în trei rânduri funcția de ministru al Cultelor și Instrucțiunii (21 iulie - 26 noiembrie 1891; 4 octombrie 1895 - 21 noiembrie 1896; 24 octombrie - 29 noiembrie 1918).

## Cinstirea lui Petru Poni

### Numismatică
Cu prilejul „împlinirii a 175 de ani de la nașterea lui Petru Poni”, Banca Națională a României a pus în circulație, în atenția colecționarilor, la 22 februarie 2016, o monedă comemorativă de argint, cu titlul de 999‰, având greutatea de 31,103 g. Moneda este rotundă, cu diametrul de 37 mm, și are valoarea nominală de 10 lei. Toate cele 200 de monede din emisiune sunt de calitate proof. Cantul monedei este zimțat. Fiecare exemplar este însoțit de câte un certificat de autenticitate și de o prezentare succintă în limbile română, engleză și franceză a vieții și activității savantului.
Fiecare monedă este ambalată în câte o capsulă de metacrilat transparent.
„Monedele din argint dedicate împlinirii a 175 de ani de la nașterea lui Petru Poni au putere circulatorie pe teritoriul României.”

### Colegii și licee care poartă numele lui Petru Poni
- Colegii și licee din Iași, Roman, Onești, București au primit numele savantului Petru Poni.